# 音楽出版社 (企業)
株式会社音楽出版社（おんがくしゅっぱんしゃ）は、東京都板橋区に本社を置く日本の音楽専門出版社。1984年（昭和59年）6月1日に会社を設立。翌1985年（昭和60年）に音楽雑誌『CDジャーナル』（シーディージャーナル）を創刊した。
2017年（平成29年）4月20日付で『CDジャーナル』の雑誌・ムック・ウェブサイト制作などを行う編集・出版部門を株式会社ルーネットテクノロジーへ移管した上で、同年5月19日付で株式会社ルーネットテクノロジーは、株式会社シーディージャーナルへ商号変更した。
2021年（令和3年）4月9日付で、株式会社音楽出版社は、本社を東京都板橋区高島平2丁目16番11号から、東京都板橋区徳丸2丁目31番15号へ移転した。

## 概要
1982年は音楽CD（コンパクトディスク）元年となった年で、同年10月1日には世界初となる音楽CDプレーヤーと音楽CDソフトが発売された。1980年代後半以降は、従来のアナログレコードに代わり音楽CDが急速に普及し、アルバム販売枚数ベースでCDがLPを追い抜いた。
1980年代は「CD時代」に呼応して、音楽雑誌にも「CD雑誌」が出現した。その日本における先駆けが『CDジャーナル』で、音楽CDの誕生とともに生まれた「CD時代の音楽雑誌」であった。翌1986年に角川書店が『CDでーた』を創刊している（廃刊）。
インターネットが広く一般に普及した2000年代以降は、YouTubeなどの動画共有サイトや、サブスクリプション方式の音楽配信サービスの台頭により、音楽業界ではCDの売れ行きが伸び悩むCD不況を呈している。また出版不況と活字離れによる音楽雑誌の廃刊が続く中で、同社でも事業の中心を雑誌からウェブサイトへ移してはいるが、音楽雑誌の刊行自体は継続している。
音楽雑誌『CDジャーナル』は、創刊以来月刊誌として発行してきたが、2019年4月20日発売の5月・6月合併号をもって月刊での発行を終了。これに伴い、ほぼすべての連載が打ち切りとなった。同年6月20日発売の夏号より季刊誌として刊行を継続している。3月・6月・9月・12月（春号・夏号・秋号・冬号）の年4回発行で、発売日は20日。

## 事業内容

### 株式会社音楽出版社
- 音楽カタログ・コンテンツデータの提供[2]

### 株式会社シーディージャーナル
- 音楽雑誌『CDジャーナル』、ムック『CDジャーナルムック』の編集・発行[2]
- 音楽情報ウェブサイト「CDJournal WEB」「歌謡曲リミテッドWEB」の運営[2]
- 店頭配布用フリーペーパーの制作[2]
- 音楽カタログ・コンテンツデータの提供[2]
- CD&ビジュアル情報検索システム「｢HY-SFY」の制作・提供[2]

## 主要取引先
- 日本出版販売[2]
- トーハン[2]
- TOPPANクロレ[2]
- シナノパブリッシングプレス[2]